# Aktau
Aktau o Aqtau (in kazako Ақтау?; in russo Актау?) è una città autonoma del Kazakistan sudoccidentale, capoluogo della regione di Mangghystau.

## Geografia fisica
Aktau si trova sulla costa orientale del mar Caspio su un terreno prevalentemente pianeggiante.

### Clima
| Aktau (1991-2020) Fonte: | Mesi         | Mesi         | Mesi         | Mesi        | Mesi        | Mesi        | Mesi        | Mesi        | Mesi        | Mesi        | Mesi         | Mesi         | Stagioni | Stagioni | Stagioni | Stagioni | Anno  |
| Aktau (1991-2020) Fonte: | Gen          | Feb          | Mar          | Apr         | Mag         | Giu         | Lug         | Ago         | Set         | Ott         | Nov          | Dic          | Inv      | Pri      | Est      | Aut      | Anno  |
| ------------------------ | ------------ | ------------ | ------------ | ----------- | ----------- | ----------- | ----------- | ----------- | ----------- | ----------- | ------------ | ------------ | -------- | -------- | -------- | -------- | ----- |
| T. max. media (°C)       | 2,0          | 4,1          | 10,3         | 16,9        | 23,5        | 28,9        | 31,9        | 30,9        | 25,2        | 17,8        | 9,3          | 3,9          | 3,3      | 16,9     | 30,6     | 17,4     | 17,1  |
| T. media (°C)            | −1,0         | 0,2          | 6,1          | 12,4        | 18,8        | 24,0        | 26,4        | 25,6        | 19,9        | 12,9        | 5,3          | 0,5          | −0,1     | 12,4     | 25,3     | 12,7     | 12,6  |
| T. min. media (°C)       | −3,6         | −3,0         | 2,7          | 8,9         | 15,1        | 19,9        | 21,9        | 21,3        | 15,3        | 8,8         | 2,0          | −2,3         | −3,0     | 8,9      | 21,0     | 8,7      | 8,9   |
| T. max. assoluta (°C)    | 16,0 (1981)  | 21,6 (1996)  | 25,1 (2004)  | 31,0 (2014) | 39,5 (2021) | 42,1 (2020) | 41,6 (2002) | 44,1 (2015) | 39,2 (2010) | 32,8 (1992) | 22,3 (2012)  | 15,4 (2010)  | 21,6     | 39,5     | 44,1     | 39,2     | 44,1  |
| T. min. assoluta (°C)    | −24,0 (1980) | −24,0 (1976) | −17,2 (1969) | −4,4 (1987) | 3,2 (1992)  | 6,7 (2018)  | 10,0 (1976) | 10,0 (1975) | 0,0 (1973)  | −7,0 (1987) | −16,0 (1993) | −18,0 (1993) | −24,0    | −17,2    | 6,7      | −16,0    | −24,0 |
| Precipitazioni (mm)      | 12           | 11           | 13           | 17          | 12          | 9           | 9           | 8           | 5           | 10          | 15           | 18           | 41       | 42       | 26       | 30       | 139   |

## Origini del nome
I primi nomi adottati dalla città furono quello di Melovoe (in russo Меловое?) ed in seguito Gur'ev-20 (in russo Гурьев-20?). Successivamente la città ha assunto il nome eponimo di Ševčenko (in russo Шевченко?), in onore del poeta ucraino Taras Hryhorovyč Ševčenko, forse dovuto alla forte presenza ucraina nell'insediamento.
Aktau è stato adottato per un breve periodo tra il 1963 e il 1964 e in via definitiva nel 1991, dopo la dissoluzione dell'Unione Sovietica. Nonostante il cambio, il codice IATA dell'aeroporto è rimasto SCO (dal precedente nome, Ševčenko). Il toponimo in kazako è traducibile con montagna bianca in virtù delle scogliere a strapiombo sul mare.

## Storia
In antichità l'area era abitata da alcune tribù scite, probabilmente appartenenti al popolo dei Dahai. Successivamente fino all'era sovietica non si registrano insediamenti particolarmente rilevanti, probabilmente a causa della siccità della zona.
Intorno al 1958 alcuni tecnici russi si stanziarono nella zona, ribattezzando l'insediamento Melovoe. Stanziatisi in seguito alla scoperta di importanti giacimenti di uranio, iniziarono a sviluppare gli impianti per l'estrazione del minerale e Melovoe divenne quindi una "città chiusa" con il nome di Gur'ev-20.
Nel 1963 il suo status venne modificato e divenne una città con il nome di Aktau, poi ridenominata Ševčenko in onore del poeta ucraino Taras Hryhorovyč Ševčenko.
Nel 1973 fu aperta una centrale nucleare con un reattore FBR BN-350 che oltre ad alimentare la città era utilizzata per la desalinizzazione dell'acqua marina. La centrale venne chiusa nel 1999 ma rimase l'unica centrale nucleare del Kazakistan.
Nel 2007 il presidente kazako Nursultan Nazarbaev ha annunciato un progetto per sviluppare e ampliare Aktau: il progetto prevedeva la costruzione di quartieri residenziali e vari edifici a poca distanza dalla città originale su un totale di 4 milioni di m². Il progetto è stato soppresso nell'agosto 2013.

## Toponomastica
Poiché Aktau nacque come città chiusa, le vie non hanno nome e l'indirizzo consiste in tre numeri: il numero di isolato, il numero della costruzione ed il numero della casa o della stanza.

## Infrastrutture e trasporti

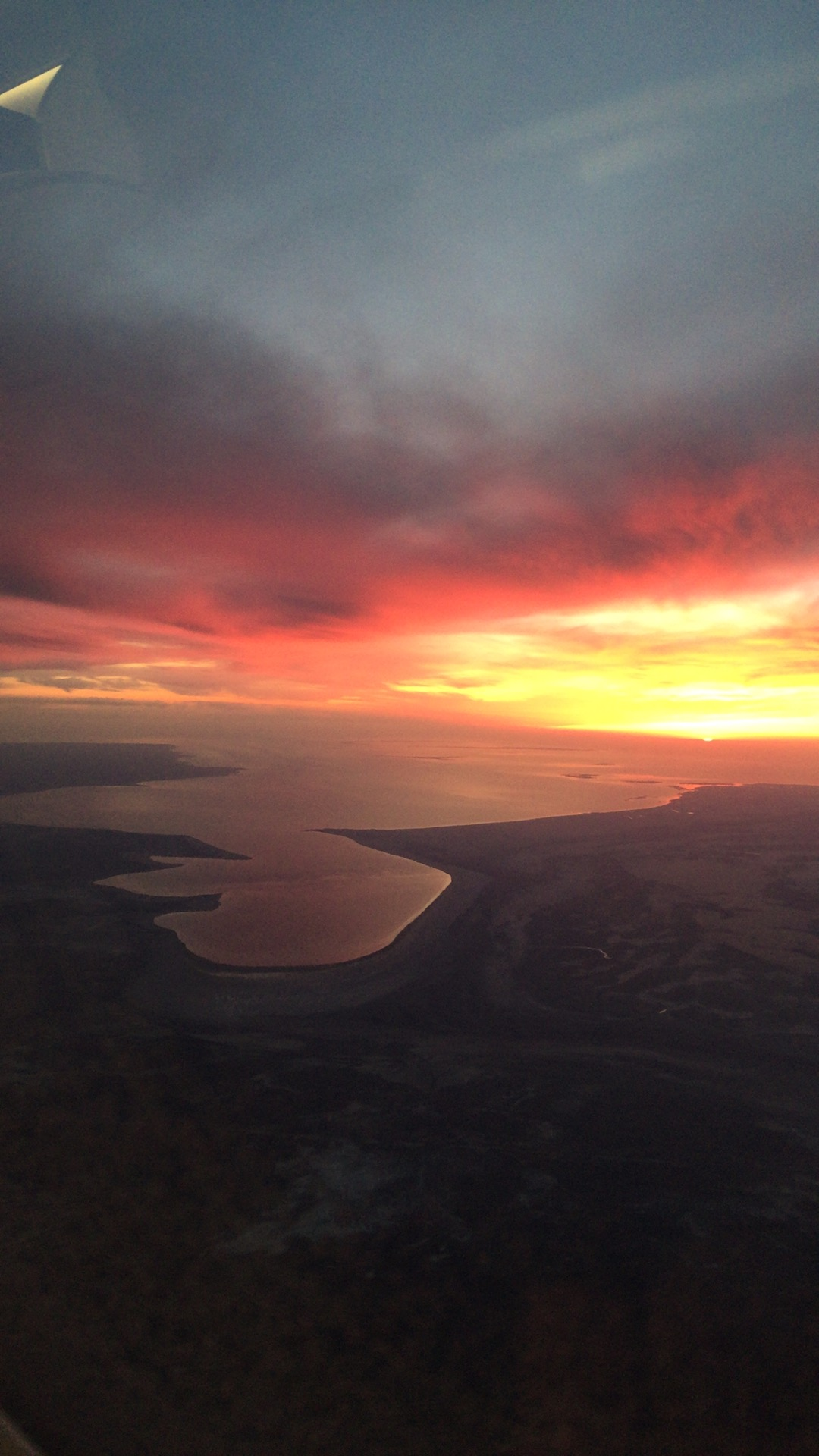
La steppa che circonda Aktau

### Porti
Il porto di Aktau è stato ampliato nel 2015 per permetterne l'utilizzo da parti di navi cargo di grandi dimensioni.

### Aeroporti
Aktau è servita da un aeroporto internazionale, che dista circa 30 km dal centro della città.

### Mobilità urbana
I mezzi pubblici adoperati per lo spostamento ad Aktau sono l'autobus e il taxi, vista l'assenza di ferrovie, tranvie e filovie.

## Amministrazione

### Gemellaggi
- Gorgan
- Changwon
- Karamay
- Machačkala
- Samsun
- Sumqayıt